# Çatalpınar
Çatalpınar ist eine Stadtgemeinde (Belediye) im gleichnamigen Ilçe (Landkreis) der Provinz Ordu am Schwarzen Meer und gleichzeitig ein Stadtbezirk der 2013 geschaffenen Büyüksehir belediyesi Ordu (Großstadtgemeinde/Metropolprovinz) in der Türkei. Seit der Gebietsreform 2013 ist die Gemeinde flächen- und einwohnermäßig identisch mit dem Landkreis. 
Çatalpınar befindet sich 56 km westlich der Provinzhauptstadt Altınordu (dem früheren Ordu) und liegt auf einer Höhe von 22 m. In Çatalpınar mündet der Fluss Eleşi Deresi in den Bolaman Irmağı. Der frühere Name der Stadt lautete Çatak.
Der Landkreis wurde 1990 durch Abspaltung aus dem Kreis Fatsa (Gesetz Nr. 3644) gebildet.
(Bis) Ende 2012 bestand der Landkreis neben der Kreisstadt mit Göller aus einer weiteren Stadtgemeinde (Belediye) sowie elf Dörfern (Köy), die während der Verwaltungsreform 2013 in Mahalle (Stadtviertel, Ortsteile) überführt wurden, die elf vorhandenen Mahalle der Kreisstadt blieben erhalten. Den Mahalle steht ein Muhtar als oberster Beamter vor.
Ende 2020 lebten durchschnittlich 594 Menschen in jedem dieser 24 Mahalle, 1.749 Einw. im bevölkerungsreichsten (Göller Mah.).